# Le Soleil perdu

Le Soleil perdu (Circle of the Sun) est un moyen métrage[réf. nécessaire] documentaire canadien écrit et réalisé en 1960 par Colin Low.

## Synopsis
La caméra de Colin Low s'invite dans une réserve de Gens-du-Sang, des Indiens de l'Alberta, où il est introduit par Pete Standing Alone, 20 ans, membre de la tribu. Celui-ci, en répondant avec honnêteté aux questions du cinéaste, nous fait découvrir le quotidien des siens, la lutte des plus anciens pour préserver leur culture, notamment en organisant le rassemblement pour la traditionnelle danse du soleil. 

## Fiche technique
- Titre original :  Circle of the Sun
- Réalisation et scénario : Colin Low
- Producteur et monteur image : Tom Daly
- Commentaire : Stanley Jackson
- Directeur de la photographie : John Spotton et, pour les animaux : Dalton Muir
- Musique : Eldon Rathburn
- Son : George Kroll, Ron Alexander, Erik Nielsen
- Montage son : Kathleen Shannon
- Conseiller indien : Chief Jim Whitebull
- Société de production et de distribution : Office national du film du Canada
- Pays d'origine :  Canada
- Procédé : 35 mm (positif & négatif), Couleurs, Son mono
- Durée : 29 min 35 s
- Copyright MCMLX par l'Office national du film du Canada
- Sortie au Canada : 1960
- Sortie en France : décembre 1961 (Journées internationales du court métrage de Tours)

## Fiche artistique
- Pete Standing Alone : lui-même

## Tournage
- Dans la partie sud-ouest de l'Alberta